# 레돈다 왕국
레돈다 왕국(Kingdom of Redonda)은 레돈다섬의 작은 무인도인 캐리비안섬과 관련된 마이크로네이션이다.

레돈다 왕국의 국기

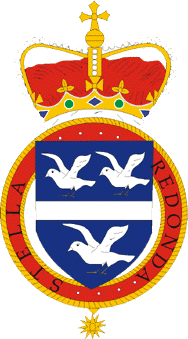
레돈다 왕국의 문장

이 섬은 서인도 제도의 '리워드 제도 (Liwardward Islands)'체인의 내부 호 안에 있는 '네비스 (Nevisand)'와 몬트세랫 (Montserrat)의 섬 사이에 있다. 레돈다는 법적으로 앤티가 바부다에 의존한다. 섬의 길이는 1.6km 이상이고 폭은 0.35km이며 피크는 296m이다.
이 섬은 조류의 삶을 비추지만 비 이외의 담수 원이 없기 때문에 사람이 거주 할 수 없는 곳이다. 대부분의 섬은 매우 가파르고 바위가 많으며, 초원의 비교적 작고 경 사진 고원 지역 만 있다. 정상 회담. 섬에 상륙하는 것은 매우 도전적인 과정으로, 바다가 고요한 날에는 해안을 통해서만 가능하다. 섬 꼭대기까지 오르는 것도 매우 힘든 일이다.
이러한 어려움에도 불구하고 1865년부터 1912년까지 레돈다는 광업에서 유리한 무역의 중심지였으며 수천 톤의 인산염이 레돈다에서 영국으로 운송되었다. 광산과 관련된 폐허는 여전히 섬에서 볼 수 있다.
판타지 작가 인 M.P.Shiel의 설명에 따르면, 레돈다는 19세기에 독립 왕국으로 존재했을 수도있는 '미세화'이기도 하다. 가정 왕국에 대한 칭호는 오늘날에도 반 심각하게 논쟁되고있다. "왕국"은 종종 많은 귀족 멤버들과 관련이 있으며, 현재 "왕"인 사람에 의해 타이틀이 수여된다. 현재 다른 나라에는 레돈다의 유일한 "왕"이라고 주장하는 많은 사람들이 있다.
무려 19세기부터 존재해왔던 마이크로네이션며 레돈다 왕실을 자처하던 가문이 단절되면서 망했다. 현재 이곳을 재건하려는 시도는 있지만, 레돈다 왕국의 왕을 자처하는 사람이 무려 넷이나 되는지라 재건 시도는 마냥 요원하기만 하다.